# Кумого
Кумого (фр. Koumogo) — город и супрефектура в Чаде, расположенный на территории региона Среднее Шари. Входит в состав департамента Бар-Кох.

## Географическое положение
Город находится в южной части Чада, на левом берегу реки Благото (Брагото) (бассейн реки Шари), на высоте 361 метра над уровнем моря.
Кумого расположен на расстоянии приблизительно 510 километров к юго-востоку от столицы страны Нджамены.

## Население
По данным официальной переписи 2009 года численность населения Корболя составляла 57 929 человек (28 460 мужчин и 29 469 женщин). Население супрефектуры по возрастному диапазону распределилось следующим образом: 51,6 % — жители младше 15 лет, 45,4 % — между 15 и 59 годами и 3 % — в возрасте 60 лет и старше.

## Транспорт
Ближайший аэропорт расположен в городе Сарх.